# Бёрлингтон-хаус
Бёрлингтон-ха́ус (англ. Burlington House) — общественное здание на улице Пикадилли в Лондоне. В XVIII веке, благодаря своему хозяину, лорду Бёрлингтону, одному из инициаторов движения палладианства в английской архитектуре, стало своеобразным символом британского неоклассицизма. Перестроено в середине XIX века после перехода частного особняка в руки государства.
Главное здание, расположенное с северной стороны курдонера, ныне занимает Королевская академия художеств, а в восточном и западном крыльях базируются пять научных обществ, именуемых Courtyard Societies:
- Геологическое общество Лондона (восточное крыло)
- Лондонское Линнеевское общество (западное крыло)
- Королевское астрономическое общество (западное крыло)
- Лондонское общество антиквариев и Королевский археологический институт (западное крыло)
- Королевское химическое общество (восточное крыло).

Бёрлингтон-хаус известен широкой публике как место проведения временных художественных выставок Королевской академии художеств.

## История
Здание является одной из самых ранних построек частных жилых домов на северной стороне улицы Пикадилли, строившихся в 1660-х годах. Строительство здания было начато придворным поэтом сэром Джоном Денемом в 1664 году. Первоначально здание выглядело несколько старомодно даже для середины XVII века: оно представляло собой особняк из красного кирпича шатрового типа с утопленным центром. Возможно, Денем самостоятельно проектировал здание, впрочем, не исключено, что он прибегал к услугам архитектора Хью Мэя. В 1667 году дом был продан в незавершенном состоянии Ричарду Бойлю, 1-й графу Бёрлингтону, от которого здание и получило своё название. Ричард Бойль завершил строительство здания.
В 1704 году дом перешёл в собственность Ричарда Бойля, 3-го графа Бёрлингтона, которому в тот момент исполнилось десять лет. Во время малолетства юного графа его мать, леди Юлиана, занялась реконструкцией здания. Примерно в 1709 году она поручила архитектору Джеймсу Гиббсу реконструировать лестницу и внести ряд изменений во внешний облик здания, в том числе соорудить дорическую колоннаду, которую один из известнейших британских архитекторов того времени сэр Уильям Чеймберс впоследствии охарактеризовал как «один из самых прекрасных памятников архитектуры». Колоннада была предназначена для сооружения курдонёра, который отделял здание от улицы Пикадилли, которая становилась год от года всё более оживлённой. Внутри самого здания прихожая была украшена декоративными картинами в стиле барокко, а роскошные лестничные пролёты, оформленные Себастьяно Риччи и Джованни Антонио Пеллегрини, входили в число самых богатых интерьеров Лондона.
В 1714 и 1719 годах молодой граф Бёрлингтон посещал континент и в ходе поездок увлёкся масонством и строительством, в частности архитектурными теориями знаменитого итальянского архитектора Андреа Палладио. Вернувшись в Великобританию, граф Бёрлингтон стал активно внедрять идеи палладианства в национальную архитектуру, лично спроектировал в палладианском стиле ряд зданий, включая собственную виллу в Чизике и Египетский зал для ассамблей в Йорке, а также курировал строительство загородного Холкем-холла. В перерыве между поездками в Европу, в 1717 или 1718 году, граф Берлингтон занялся реконструкцией здания Берлингтон-хауса. Он отстранил от дел Дж. Гиббса и нанял шотландского архитектора Колина Кэмпбелла, известного как основоположника георгианского стиля, для придания зданию на Пикадилли нового облика. Вскоре к реконструкции здания также присоединился архитектор Уильям Кент, который поселился в Бёрлингтон-хаусе и работал над его интерьерами; работы Кента оказали большое влияние на последующее развитие английской архитектуры и оформление интерьеров. Кэмпбелл в ходе работ стремился повторно использовать большую часть сложившейся структуры здания, но при этом южный фасад заменил на более строгую двухэтажную конструкцию, взяв за образец Палаццо Порто в Виченце, но без скульптур и заменив балясины на мансардном этаже. В цокольном этаже здания разместился подвал, который поддерживал монументальный бельэтаж с девятью помещениями. Здание впервые в Англии были украшено палладианскими окнами в выступающих помещениях бельэтажа. Помимо этого, было реконструировано большинство основных интерьеров здания, им были приданы типичные черты палладианского стиля, в частности, богато украшенные потолки, а также сооружены монументальные ворота на улицу Пикадилли. Интерьер салона, сооружённый в здании сразу после возвращения Уильяма Кента из Рима в декабре 1719 года, в наибольшей мере сохранился до наших дней; это был первый интерьер У.Кента, созданный им в Англии. Гипсовые путто над фронтонами дверей были, вероятно, работы Джованни Баттиста Гуэльфи. Завершив реконструкцию Берлингтон-хауса, после 1722 года граф Берлингтон сконцентрировал усилия на сооружении Чизик-хауса.
После смерти графа Бёрлингтона в 1753 году Бёрлингтон-хаус перешёл в собственность к герцогам Девонширским, но у них не было потребности жить в этом здании, поскольку они уже владели Девоншир-хаусом на Пикадилли. На протяжении двух отдельных периодов дом использовали младший сын 4-го герцога Девоншира Джордж Кавендиш и его зять, 3-й герцог Портлендский. В 1770-х годах герцог Портлендский внес изменения в некоторые интерьеры здания с помощью архитектора Джона Карра. В конце концов в 1815 году лорд Джордж выкупил здание за £70 000 у своего племянника, 6-го герцога Девонширского. Приобретя здание, лорд Джордж нанял архитектора Сэмюэла Вера, поручив ему переместить лестницу в центр и изменить интерьер, чтобы связать залы «Fine Rooms» анфиладой в западном крыле здания со столовой (англ. State Dining Room) с новым бальным залом в восточном крыле. Работа Вара сочеталась с палладианским стилем дома, представляя собой пример «Кентского Возрождения» и английского необарокко. В 1819 году вдоль западной части здания была сооружена Бёрлингтон-аркада.
В 1854 году Бёрлингтон-хаус был продан британскому правительству за £ 140 000. Первоначально здание предполагалось снести, а участок земли использовать для Лондонского университета. Но этот план вызвал резкую критику общественности и был отклонён, а с 1857 года Бёрлингтон-хаус был занят Королевским обществом, Линнеевским обществом и химическим обществом (впоследствии — Королевское химическое общество).
В 1867 году Королевская академия художеств взяла в аренду основной блок здания на 999 лет с арендной платой в £1 в год. Бывшие восточное и западное крыло по обе стороны двора, а также стены и ворота на Пикадилли, были заменены гораздо более объемными сооружениями работы архитекторов Роберта Ричардсона Бэнкса и Чарльза Бэрри, по стилю близкими к стилю Кэмпбелла. Работы были завершены в 1873 году, в этом же году в здание переехали резиденции трёх обществ. В 1874 году к ним присоединились Лондонское геологическое общество, Королевское астрономическое общество и Лондонское общество антикваров.
Эта договоренность продолжалась до 1968 года, когда Королевское общество переехало в новое помещение на Карлтон-хаус террас и его апартаменты были разделены между Королевским химическим обществом и Британской академией. В 1998 Британская академия также переехала на Карлтон-хаус террас, и Королевское химическое общество разместилось на оставшейся части восточного крыла.
В 2004 году Courtyard Societies подали судебный иск против канцелярии заместителя премьер-министра с требованием освободить их от арендной платы. После долгих процедур посредничества было опубликовано следующее заявление: «Канцелярия заместителя премьер-министра и научных обществ провели очень конструктивную встречу на 16 марта, которая предусматривает дальнейшее присутствие научных обществ в Берлингтон-хаусе, продолжается обсуждение с целью достижения соглашения на основе, которая является приемлемой для всех сторон».

## Посещение здания
Внутренний дворик Берлингтон-хауса, известный под названием Анненберг, открыт для посещения в течение дня. Во дворе находится статуя первого президента Королевской академии художеств Джошуа Рейнольдса и фонтаны, расположение которых соответствует расположению планет в момент его рождения.
Публичные художественные выставки королевской академии проводятся в пристройке к зданию, построенной в XIX веке, которая не представляет интереса как архитектурное сооружение. Тем не менее в 2004 году после реставрации для публики были открыты помещения, известные как «John Madejski Fine Rooms». Там выставлены многие полотна из постоянной коллекции королевской Академии, которая в основном включает в себя произведения членов королевской академии, а также проводятся небольшие временные выставки из фондов академии. Восточное и западное крыло Берлингтон-хауса заняты штаб-квартирами научных обществ и, как правило, закрыты для широкой публики.